# Johnny Watkiss
Johnny Watkiss (Willenhall, 1941. március 28.  –) angol születésű, ausztrál válogatott labdarúgó.

## Pályafutása

### Klubcsapatokban
Az angliai Willenhallban született, de még gyerekkorában Ausztráliába emigrált. 1957 és 1963 között a Canterbury-Marrickville együttesében játszott, 1964 és 1968 között a APIA Leichhardt játékosa volt, 1984 és 1986 között a Hakoah Sydney, 1975 és 1978 között pedig a Sutherland Sharks csapatát erősítette. 

### A válogatottban
1965 és 1974 között 19 alkalommal szerepelt az ausztrál válogatottban és 2 gólt szerzett.  Részt vett az 1974-es világbajnokságon, de egyetlen csoportmérkőzésen sem lépett pályára.